# Paris Dernière
Paris Dernière est une émission de télévision française diffusée sur Paris Première entre le 30 septembre 1995 et juin 2016, créée et produite par Thierry Ardisson. Animée à ses débuts par Thierry Ardisson lui-même, elle le fut de 1997 à 2006 par Frédéric Taddeï, puis par Xavier de Moulins de 2006 à 2010. Elle est reprise en septembre 2010 par Philippe Besson sans réellement convaincre le créateur de l'émission.
Du 18 octobre 2013 à juin 2016, l’émission est présentée par François Simon.
En 2016, l’émission devait passer sur C8 sous le nom de Paris by Night. Ce projet n'a pas vu le jour, et l'émission originale a malgré tout été arrêtée.

## Principe de l'émission
Cette émission consiste en l'exploration nocturne de différents lieux parisiens, et d'interviews de personnes qui y évoluent, le tout filmé en caméra subjective. Cette exploration parisienne se fait donc exclusivement de nuit, à partir de 22 h, et sont concernés un panel extrêmement large de lieux et une mosaïque de personnalités hétéroclites.

### Déroulement et codes
La singularité de l'émission repose notamment sur des codes visuels et une construction technique qui lui sont propres. L'émission est entièrement filmée en DV, caméra au poing. Elle commence invariablement par la même séquence, une séquence Live de quelques secondes qui illustre un instant, qui capte une émotion.
L'émission enchaîne ensuite sur un plan dans la rue ou en voiture, en accéléré. L'une des autres particularités propres à l'émission réside en effet dans la diffusion en vitesse accélérée de tout ce qui n'est pas dialogué, ainsi que des parties de l'interview dans certains cas. 

Chaque déplacement entre les différents lieux parisiens visités se fait à bord de la même voiture, une Volvo 1800S grise de collection de 1964 lorsque Frédéric Taddeï en était l'animateur, et une Peugeot 404 blanche cabriolet avec Xavier de Moulins qui appartient à Thierry Ardisson. Ces déplacements sont filmés de la voiture, sous différents angles (caméra fixe sur la banquette arrière, caméra fixe à l'avant de la voiture, ou sur le côté avec vue sur les fenêtres des habitations), et sont eux aussi diffusés ensuite en accéléré.
L'émission se termine toujours par une partie relative au milieu du sexe dans la capitale. Milieux échangistes, clubs libertins, soirées privées, tournages ou séances de photos diverses, lieux de prostitution, avec des interviews de personnalités et le filmage de séquences explicites. L'émission s'interrompt ensuite brusquement, au beau milieu d'une scène et d'un extrait musical.
Durant toute l'émission, chaque arrivée dans un lieu ou chaque interview d'une personne est annoncée par un liner en bas de l'écran qui indique l'heure, le lieu et la personne à l'écran. À partir de minuit, les heures sont indiquées en vingtaine. Ainsi, 1 h est annoncée sous la forme 25 h.
L'émission, de par ses scènes explicites en fin de programme, comporte souvent en France la signalétique d'interdiction aux moins de 16 ans.

### Bande originale
La musique constitue un élément important de l'émission : elle y tient une place prépondérante, puisque chaque partie non parlée est illustrée par des extraits musicaux. La bande son de Paris Dernière ne comporte aucun instant de silence. Cette bande originale, composée de morceaux choisis par Béatrice Ardisson, est constituée exclusivement de reprises de titres connus. Huit volumes de ces morceaux choisis sont d'ailleurs sortis dans le commerce, sous la forme de compilations.

### Émissions spéciales
Certaines émissions ont exploré la vie nocturne d'autres villes que Paris :
- Amsterdam
- Berlin
- Beyrouth
- Bruxelles
- Cannes
- Le Cap
- Ibiza
- Londres en juin 2012
- Madrid
- Marrakech
- Marseille
- Miami
- Moscou
- New York
- Saint-Tropez
- Shanghai
- Sofia
- Tel-Aviv
- Pékin
- Los Angeles  le samedi 28 mai 2011[4]

## Livre
- Paris Dernière, Paris la nuit, livre comportant 25 reportages réalisés par le photographe Fabien Lemaire, publié par M6 éditions et préfacé par Thierry Ardisson[5].